# Burgenlandský zemský sněm

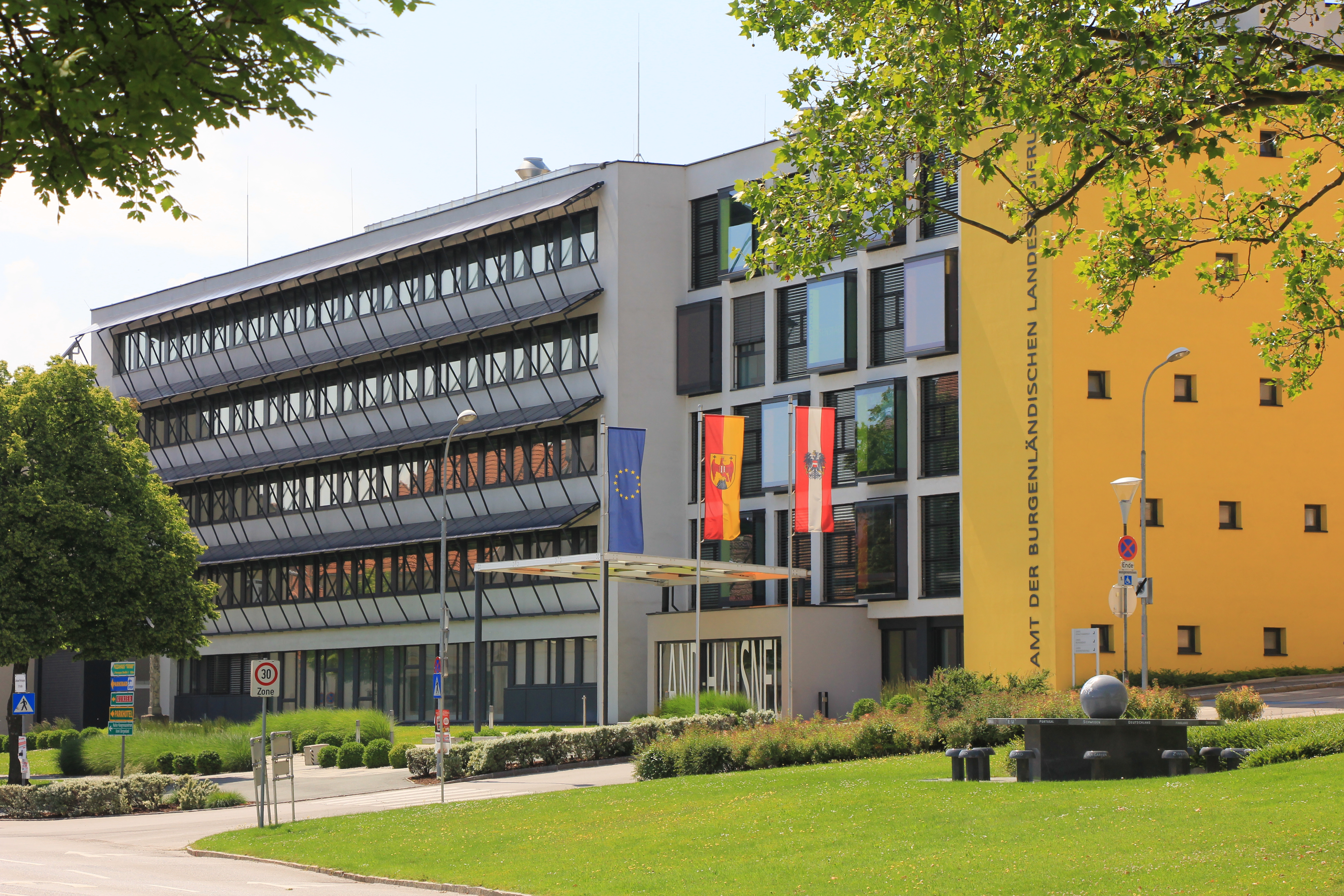
Burgenlandský zemský sněm

Burgenlandský zemský sněm (německy Burgenländischer Landtag) je volený zákonodárný sbor v spolkové zemi Burgenland v Rakousku. Vznikl po první světové válce, kdy toto dosud k Uhersku náležející území bylo připojeno k Rakouské republice.

## Struktura
Má 36 poslanců. Je volen na funkční období pěti let (aktuální složení určily zemské volby v Burgenlandu v roce 2010). Sněm má zákonodárnou pravomoc na zemské úrovni, dále volí a kontroluje zemskou vládu v čele se zemským hejtmanem a schvaluje zemský rozpočet.